# Комелли, Аделаида
Аделаида Комелли (настоящая фамилия — Шомель; итал. Adelaide Comelli; 1796—1874) — известная франко-итальянская певица, меццо-сопрано.

## Биография
Окончила парижскую консерваторию. Ученица Пьера-Жана Гара и Жерара. Выступала на сцена Парижа под фамилией Шомель.
Позже пела в Неаполе под фамилией Комелли. В 1819 году вышла замуж за знаменитого итальянского певца Джованни Баттиста Рубини и пела, отчасти вместе с ним. В 1820 году выступила в роли Кальбо в премьере оперы «Магомет II» Россини.
До 1832 года выступала на разных сценах, после чего прекратила театральную деятельность.

## Память
- Имя певицы носит одна из улиц г. Романо-ди-Ломбардия — Via Adelaide Comelli[3].